# 圣马夏尔 (康塔尔省)
圣马夏尔（法語：Saint-Martial，法語發音：[sɛ̃ maʁsjal]）是法国康塔尔省的一个市镇，属于圣弗卢尔区。

## 地理
圣马夏尔（44°52'22"N, 3°2'43"E）面积14.19 平方千米，位于法国奥弗涅-罗讷-阿尔卑斯大区康塔爾省，该省份为法国中南部省份，位于法國中央高原中心，北起科雷兹省、上盧瓦爾省和多姆山省，西接洛特省和科雷兹省，南至阿韦龙省和洛特省，东临上盧瓦爾省和洛泽尔省。
与圣马夏尔接壤的市镇（或旧市镇、城区）包括：绍德赛格、弗里德丰、莫里讷、特吕耶尔河畔讷韦格利斯。

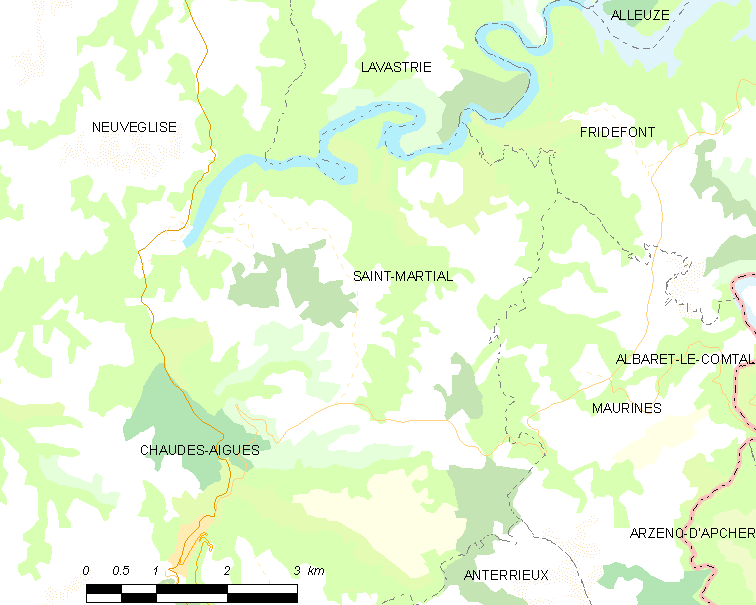
的OSM定位图

圣马夏尔的时区为UTC+01:00、UTC+02:00（夏令时）。

## 行政
圣马夏尔的邮政编码为15110，INSEE市镇编码为15199。

## 政治
圣马夏尔所属的省级选区为特吕耶尔河畔讷韦格利斯县。

## 人口

1962-2008年间人口变化图示

圣马夏尔于2022年1月1日时的人口数量为71人。